# .ms
.ms ist die länderspezifische Top-Level-Domain (ccTLD) des britischen Überseegebietes Montserrat. Sie existiert seit dem 6. März 1997 und wird vom ortsansässigen Unternehmen MNI Networks verwaltet.

## Eigenschaften
Domains können sowohl auf zweiter Ebene als auch auf dritter Ebene unter .com.ms, .net.ms, .org.ms, .edu.ms sowie .gov.ms angemeldet werden. Unter .edu.ms dürfen nur anerkannte Bildungseinrichtungen residieren, .gov.ms ist alleine für die Regierung von Montserrat vorgesehen. Es gibt ansonsten keine besonderen Beschränkungen bei der Vergabe, so dass jede natürliche oder juristische Person eine .ms-Adresse registrieren darf. Eine Domain darf zwischen einem und 63 Zeichen lang sein, Domains mit Umlauten und andere internationalisierte Adressen sind derzeit nicht möglich.

## Trivia
Die .ms Domain ist wegen des gleichlautenden Kfz-Kennzeichens in Deutschland vor allem in der Stadt Münster beliebt. So betreibt beispielsweise der AStA der Universität Münster seine offizielle Website unter der Domain asta.ms. Auch das Symposium Oeconomicum Münster, eine der größten Initiativen der Universität Münster, nutzt die Domain som.ms.
Außerdem bietet der E-Mail-Anbieter WEB.DE Mail-Adressen von Domains unterhalb von .ms an, etwa hallo.ms oder ich.ms.
Microsoft verwendet einige .ms-Domains für sein Content Delivery Network, etwa 1drv.ms, gfx.ms oder onestore.ms.
Die offizielle Website von Mick Schumacher endet ebenfalls auf .ms, was seinen Initialen entspricht.